# Neurogenia tuberculata
Neurogenia tuberculata är en stekelart som beskrevs av He 1985. Neurogenia tuberculata ingår i släktet Neurogenia och familjen brokparasitsteklar. Inga underarter finns listade i Catalogue of Life.